# Svält (roman)
Svält (originaltitel: Sult) är en roman från 1890 av Knut Hamsun.

## Handling
Boken är skriven i jag-form och handlar om en ung man i Kristiania (nuvarande Oslo), som hamnar i en ond cirkel. Han behöver mat för att orka arbeta, men han kan inte handla mat om han inte arbetar. Ju längre boken förlöper desto värre däran blir mannen. Hans liv präglas av hallucinationer och psykisk ohälsa som en följd av svälten han upplever. Romanen är delvis baserad på Hamsuns eget liv som ung författare innan han slog igenom.

## Filmatiseringar
Romanen har blivit filmatiserad en gång, Svält (1966) 